# Військові звання Хорватії
Військові звання Збройних сил Хорватії такі:

## Сухопутні та повітряні сили
Мають ідентичну систему звань, а знаки розрізнення мають ознаки золотистого кольору для сухопутних сил та сріблястого — для повітряних.
| Generali — Генерали                      | Generali — Генерали                      | Generali — Генерали                      | Generali — Генерали                      | Generali — Генерали                      | Generali — Генерали             | Generali — Генерали             | Generali — Генерали             | Generali — Генерали             | Generali — Генерали             | Generali — Генерали             | Generali — Генерали             | Generali — Генерали             | Generali — Генерали             | Generali — Генерали             | Generali — Генерали             | Generali — Генерали             | Generali — Генерали             | Generali — Генерали             | Generali — Генерали             | Generali — Генерали             | Generali — Генерали             | Generali — Генерали             | Generali — Генерали             | Generali — Генерали             | Generali — Генерали             | Generali — Генерали             | Generali — Генерали             | Generali — Генерали             | Generali — Генерали             |
| stožerni general                         | stožerni general                         | stožerni general                         | stožerni general                         | stožerni general                         | stožerni general                | general zbora                   | general zbora                   | general zbora                   | general zbora                   | general zbora                   | general zbora                   | general pukovnik                | general pukovnik                | general pukovnik                | general pukovnik                | general pukovnik                | general pukovnik                | general bojnik                  | general bojnik                  | general bojnik                  | general bojnik                  | general bojnik                  | general bojnik                  | brigadni general                | brigadni general                | brigadni general                | brigadni general                | brigadni general                | brigadni general                |
| Генерал армії                            | Генерал армії                            | Генерал армії                            | Генерал армії                            | Генерал армії                            | Генерал армії                   | Генерал                         | Генерал                         | Генерал                         | Генерал                         | Генерал                         | Генерал                         | Генерал-полковник               | Генерал-полковник               | Генерал-полковник               | Генерал-полковник               | Генерал-полковник               | Генерал-полковник               | Генерал-лейтенант               | Генерал-лейтенант               | Генерал-лейтенант               | Генерал-лейтенант               | Генерал-лейтенант               | Генерал-лейтенант               | Генерал-майор                   | Генерал-майор                   | Генерал-майор                   | Генерал-майор                   | Генерал-майор                   | Генерал-майор                   |
| Časnici — Офіцери                        | Časnici — Офіцери                        | Časnici — Офіцери                        | Časnici — Офіцери                        | Časnici — Офіцери                        | Časnici — Офіцери               | Časnici — Офіцери               | Časnici — Офіцери               | Časnici — Офіцери               | Časnici — Офіцери               | Časnici — Офіцери               | Časnici — Офіцери               | Časnici — Офіцери               | Časnici — Офіцери               | Časnici — Офіцери               | Časnici — Офіцери               | Časnici — Офіцери               | Časnici — Офіцери               | Časnici — Офіцери               | Časnici — Офіцери               | Časnici — Офіцери               | Časnici — Офіцери               | Časnici — Офіцери               | Časnici — Офіцери               | Časnici — Офіцери               | Časnici — Офіцери               | Časnici — Офіцери               | Časnici — Офіцери               | Časnici — Офіцери               | Časnici — Офіцери               |
| Viši časnici — Старші офіцери            | Viši časnici — Старші офіцери            | Viši časnici — Старші офіцери            | Viši časnici — Старші офіцери            | Viši časnici — Старші офіцери            | Viši časnici — Старші офіцери   | Viši časnici — Старші офіцери   | Viši časnici — Старші офіцери   | Viši časnici — Старші офіцери   | Viši časnici — Старші офіцери   | Viši časnici — Старші офіцери   | Viši časnici — Старші офіцери   | Viši časnici — Старші офіцери   | Viši časnici — Старші офіцери   | Viši časnici — Старші офіцери   | Niži časnici — Молодші офіцери  | Niži časnici — Молодші офіцери  | Niži časnici — Молодші офіцери  | Niži časnici — Молодші офіцери  | Niži časnici — Молодші офіцери  | Niži časnici — Молодші офіцери  | Niži časnici — Молодші офіцери  | Niži časnici — Молодші офіцери  | Niži časnici — Молодші офіцери  | Niži časnici — Молодші офіцери  | Niži časnici — Молодші офіцери  | Niži časnici — Молодші офіцери  | Niži časnici — Молодші офіцери  | Niži časnici — Молодші офіцери  | Niži časnici — Молодші офіцери  |
| brigadir                                 | brigadir                                 | brigadir                                 | brigadir                                 | brigadir                                 | pukovnik                        | pukovnik                        | pukovnik                        | pukovnik                        | pukovnik                        | bojnik                          | bojnik                          | bojnik                          | bojnik                          | bojnik                          | satnik                          | satnik                          | satnik                          | satnik                          | satnik                          | natporučnik                     | natporučnik                     | natporučnik                     | natporučnik                     | natporučnik                     | poručnik                        | poručnik                        | poručnik                        | poručnik                        | poručnik                        |
| Полковник                                | Полковник                                | Полковник                                | Полковник                                | Полковник                                | Підполковник                    | Підполковник                    | Підполковник                    | Підполковник                    | Підполковник                    | Майор                           | Майор                           | Майор                           | Майор                           | Майор                           | Капітан (сотник)                | Капітан (сотник)                | Капітан (сотник)                | Капітан (сотник)                | Капітан (сотник)                | Старший лейтенант (надпоручник) | Старший лейтенант (надпоручник) | Старший лейтенант (надпоручник) | Старший лейтенант (надпоручник) | Старший лейтенант (надпоручник) | Лейтенант (поручник)            | Лейтенант (поручник)            | Лейтенант (поручник)            | Лейтенант (поручник)            | Лейтенант (поручник)            |
| Dočasnici — Старшини і сержанти          | Dočasnici — Старшини і сержанти          | Dočasnici — Старшини і сержанти          | Dočasnici — Старшини і сержанти          | Dočasnici — Старшини і сержанти          | Dočasnici — Старшини і сержанти | Dočasnici — Старшини і сержанти | Dočasnici — Старшини і сержанти | Dočasnici — Старшини і сержанти | Dočasnici — Старшини і сержанти | Dočasnici — Старшини і сержанти | Dočasnici — Старшини і сержанти | Dočasnici — Старшини і сержанти | Dočasnici — Старшини і сержанти | Dočasnici — Старшини і сержанти | Dočasnici — Старшини і сержанти | Dočasnici — Старшини і сержанти | Dočasnici — Старшини і сержанти | Dočasnici — Старшини і сержанти | Dočasnici — Старшини і сержанти | Dočasnici — Старшини і сержанти | Dočasnici — Старшини і сержанти | Dočasnici — Старшини і сержанти | Dočasnici — Старшини і сержанти | Dočasnici — Старшини і сержанти | Dočasnici — Старшини і сержанти | Dočasnici — Старшини і сержанти | Dočasnici — Старшини і сержанти | Dočasnici — Старшини і сержанти | Dočasnici — Старшини і сержанти |
| Viši dočasnici — Старшини                | Viši dočasnici — Старшини                | Viši dočasnici — Старшини                | Viši dočasnici — Старшини                | Viši dočasnici — Старшини                | Viši dočasnici — Старшини       | Viši dočasnici — Старшини       | Viši dočasnici — Старшини       | Viši dočasnici — Старшини       | Viši dočasnici — Старшини       | Viši dočasnici — Старшини       | Viši dočasnici — Старшини       | Viši dočasnici — Старшини       | Viši dočasnici — Старшини       | Viši dočasnici — Старшини       | Niži dočasnici — Сержанти       | Niži dočasnici — Сержанти       | Niži dočasnici — Сержанти       | Niži dočasnici — Сержанти       | Niži dočasnici — Сержанти       | Niži dočasnici — Сержанти       | Niži dočasnici — Сержанти       | Niži dočasnici — Сержанти       | Niži dočasnici — Сержанти       | Niži dočasnici — Сержанти       | Niži dočasnici — Сержанти       | Niži dočasnici — Сержанти       | Niži dočasnici — Сержанти       | Niži dočasnici — Сержанти       | Niži dočasnici — Сержанти       |
| časnički namjesnik                       | časnički namjesnik                       | časnički namjesnik                       | časnički namjesnik                       | časnički namjesnik                       | stožerni narednik               | stožerni narednik               | stožerni narednik               | stožerni narednik               | stožerni narednik               | nadnarednik                     | nadnarednik                     | nadnarednik                     | nadnarednik                     | nadnarednik                     | narednik                        | narednik                        | narednik                        | narednik                        | narednik                        | desetnik                        | desetnik                        | desetnik                        | desetnik                        | desetnik                        | skupnik                         | skupnik                         | skupnik                         | skupnik                         | skupnik                         |
| Старшина, (майстер-сержант, підхорунжий) | Старшина, (майстер-сержант, підхорунжий) | Старшина, (майстер-сержант, підхорунжий) | Старшина, (майстер-сержант, підхорунжий) | Старшина, (майстер-сержант, підхорунжий) | Старший сержант                 | Старший сержант                 | Старший сержант                 | Старший сержант                 | Старший сержант                 | Сержант (ройовий)               | Сержант (ройовий)               | Сержант (ройовий)               | Сержант (ройовий)               | Сержант (ройовий)               | Молодший сержант                | Молодший сержант                | Молодший сержант                | Молодший сержант                | Молодший сержант                | Капрал (десятник, чотовий)      | Капрал (десятник, чотовий)      | Капрал (десятник, чотовий)      | Капрал (десятник, чотовий)      | Капрал (десятник, чотовий)      | Молодший капрал                 | Молодший капрал                 | Молодший капрал                 | Молодший капрал                 | Молодший капрал                 |
| Vojnici — Солдати                        | Vojnici — Солдати                        | Vojnici — Солдати                        | Vojnici — Солдати                        | Vojnici — Солдати                        | Vojnici — Солдати               | Vojnici — Солдати               | Vojnici — Солдати               | Vojnici — Солдати               | Vojnici — Солдати               | Vojnici — Солдати               | Vojnici — Солдати               | Vojnici — Солдати               | Vojnici — Солдати               | Vojnici — Солдати               | Vojnici — Солдати               | Vojnici — Солдати               | Vojnici — Солдати               | Vojnici — Солдати               | Vojnici — Солдати               | Vojnici — Солдати               | Vojnici — Солдати               | Vojnici — Солдати               | Vojnici — Солдати               | Vojnici — Солдати               | Vojnici — Солдати               | Vojnici — Солдати               | Vojnici — Солдати               | Vojnici — Солдати               | Vojnici — Солдати               |
| razvodnik                                | razvodnik                                | razvodnik                                | razvodnik                                | razvodnik                                | razvodnik                       | razvodnik                       | razvodnik                       | razvodnik                       | razvodnik                       | razvodnik                       | razvodnik                       | razvodnik                       | razvodnik                       | razvodnik                       | pozornik                        | pozornik                        | pozornik                        | pozornik                        | pozornik                        | pozornik                        | pozornik                        | pozornik                        | pozornik                        | pozornik                        | pozornik                        | pozornik                        | pozornik                        | pozornik                        | pozornik                        |
| Єфрейтор                                 | Єфрейтор                                 | Єфрейтор                                 | Єфрейтор                                 | Єфрейтор                                 | Єфрейтор                        | Єфрейтор                        | Єфрейтор                        | Єфрейтор                        | Єфрейтор                        | Єфрейтор                        | Єфрейтор                        | Єфрейтор                        | Єфрейтор                        | Єфрейтор                        | Рядовий                         | Рядовий                         | Рядовий                         | Рядовий                         | Рядовий                         | Рядовий                         | Рядовий                         | Рядовий                         | Рядовий                         | Рядовий                         | Рядовий                         | Рядовий                         | Рядовий                         | Рядовий                         | Рядовий                         |
| ---------------------------------------- | ---------------------------------------- | ---------------------------------------- | ---------------------------------------- | ---------------------------------------- | ------------------------------- | ------------------------------- | ------------------------------- | ------------------------------- | ------------------------------- | ------------------------------- | ------------------------------- | ------------------------------- | ------------------------------- | ------------------------------- | ------------------------------- | ------------------------------- | ------------------------------- | ------------------------------- | ------------------------------- | ------------------------------- | ------------------------------- | ------------------------------- | ------------------------------- | ------------------------------- | ------------------------------- | ------------------------------- | ------------------------------- | ------------------------------- | ------------------------------- |

## Морські звання
| Admirali — Адмірали                 | Admirali — Адмірали                 | Admirali — Адмірали                 | Admirali — Адмірали                 | Admirali — Адмірали                 | Admirali — Адмірали                 | Admirali — Адмірали                 | Admirali — Адмірали                 | Admirali — Адмірали                 | Admirali — Адмірали                 | Admirali — Адмірали                 | Admirali — Адмірали                 | Admirali — Адмірали                 | Admirali — Адмірали                 | Admirali — Адмірали                 | Admirali — Адмірали                 | Admirali — Адмірали                 | Admirali — Адмірали                 | Admirali — Адмірали                 | Admirali — Адмірали                 | Admirali — Адмірали                 | Admirali — Адмірали                 | Admirali — Адмірали                 | Admirali — Адмірали                 | Admirali — Адмірали                 | Admirali — Адмірали                 | Admirali — Адмірали                 | Admirali — Адмірали                 | Admirali — Адмірали                 | Admirali — Адмірали                 |
| admiral flote                       | admiral flote                       | admiral flote                       | admiral flote                       | admiral flote                       | admiral flote                       | admiral                             | admiral                             | admiral                             | admiral                             | admiral                             | admiral                             | viceadmiral                         | viceadmiral                         | viceadmiral                         | viceadmiral                         | viceadmiral                         | viceadmiral                         | kontraadmiral                       | kontraadmiral                       | kontraadmiral                       | kontraadmiral                       | kontraadmiral                       | kontraadmiral                       | komodor                             | komodor                             | komodor                             | komodor                             | komodor                             | komodor                             |
| Адмірал флоту                       | Адмірал флоту                       | Адмірал флоту                       | Адмірал флоту                       | Адмірал флоту                       | Адмірал флоту                       | Адмірал                             | Адмірал                             | Адмірал                             | Адмірал                             | Адмірал                             | Адмірал                             | Віце-адмірал                        | Віце-адмірал                        | Віце-адмірал                        | Віце-адмірал                        | Віце-адмірал                        | Віце-адмірал                        | Контр-адмірал                       | Контр-адмірал                       | Контр-адмірал                       | Контр-адмірал                       | Контр-адмірал                       | Контр-адмірал                       | Командор                            | Командор                            | Командор                            | Командор                            | Командор                            | Командор                            |
| Časnici — Офіцери                   | Časnici — Офіцери                   | Časnici — Офіцери                   | Časnici — Офіцери                   | Časnici — Офіцери                   | Časnici — Офіцери                   | Časnici — Офіцери                   | Časnici — Офіцери                   | Časnici — Офіцери                   | Časnici — Офіцери                   | Časnici — Офіцери                   | Časnici — Офіцери                   | Časnici — Офіцери                   | Časnici — Офіцери                   | Časnici — Офіцери                   | Časnici — Офіцери                   | Časnici — Офіцери                   | Časnici — Офіцери                   | Časnici — Офіцери                   | Časnici — Офіцери                   | Časnici — Офіцери                   | Časnici — Офіцери                   | Časnici — Офіцери                   | Časnici — Офіцери                   | Časnici — Офіцери                   | Časnici — Офіцери                   | Časnici — Офіцери                   | Časnici — Офіцери                   | Časnici — Офіцери                   | Časnici — Офіцери                   |
| Viši časnici — Старші офіцери       | Viši časnici — Старші офіцери       | Viši časnici — Старші офіцери       | Viši časnici — Старші офіцери       | Viši časnici — Старші офіцери       | Viši časnici — Старші офіцери       | Viši časnici — Старші офіцери       | Viši časnici — Старші офіцери       | Viši časnici — Старші офіцери       | Viši časnici — Старші офіцери       | Viši časnici — Старші офіцери       | Viši časnici — Старші офіцери       | Viši časnici — Старші офіцери       | Viši časnici — Старші офіцери       | Viši časnici — Старші офіцери       | Niži časnici — Молодші офіцери      | Niži časnici — Молодші офіцери      | Niži časnici — Молодші офіцери      | Niži časnici — Молодші офіцери      | Niži časnici — Молодші офіцери      | Niži časnici — Молодші офіцери      | Niži časnici — Молодші офіцери      | Niži časnici — Молодші офіцери      | Niži časnici — Молодші офіцери      | Niži časnici — Молодші офіцери      | Niži časnici — Молодші офіцери      | Niži časnici — Молодші офіцери      | Niži časnici — Молодші офіцери      | Niži časnici — Молодші офіцери      | Niži časnici — Молодші офіцери      |
| kapetan bojnog broda                | kapetan bojnog broda                | kapetan bojnog broda                | kapetan bojnog broda                | kapetan bojnog broda                | kapetan fregate                     | kapetan fregate                     | kapetan fregate                     | kapetan fregate                     | kapetan fregate                     | kapetan korvete                     | kapetan korvete                     | kapetan korvete                     | kapetan korvete                     | kapetan korvete                     | poručnik bojnog broda               | poručnik bojnog broda               | poručnik bojnog broda               | poručnik bojnog broda               | poručnik bojnog broda               | poručnik fregate                    | poručnik fregate                    | poručnik fregate                    | poručnik fregate                    | poručnik fregate                    | poručnik korvete                    | poručnik korvete                    | poručnik korvete                    | poručnik korvete                    | poručnik korvete                    |
| Капітан першого рангу               | Капітан першого рангу               | Капітан першого рангу               | Капітан першого рангу               | Капітан першого рангу               | Фрегат-капітан                      | Фрегат-капітан                      | Фрегат-капітан                      | Фрегат-капітан                      | Фрегат-капітан                      | Корвет-капітан                      | Корвет-капітан                      | Корвет-капітан                      | Корвет-капітан                      | Корвет-капітан                      | Капітан-лейтенант                   | Капітан-лейтенант                   | Капітан-лейтенант                   | Капітан-лейтенант                   | Капітан-лейтенант                   | Старший лейтенант                   | Старший лейтенант                   | Старший лейтенант                   | Старший лейтенант                   | Старший лейтенант                   | Лейтенант                           | Лейтенант                           | Лейтенант                           | Лейтенант                           | Лейтенант                           |
| Dočasnici — Боцмани і старшини      | Dočasnici — Боцмани і старшини      | Dočasnici — Боцмани і старшини      | Dočasnici — Боцмани і старшини      | Dočasnici — Боцмани і старшини      | Dočasnici — Боцмани і старшини      | Dočasnici — Боцмани і старшини      | Dočasnici — Боцмани і старшини      | Dočasnici — Боцмани і старшини      | Dočasnici — Боцмани і старшини      | Dočasnici — Боцмани і старшини      | Dočasnici — Боцмани і старшини      | Dočasnici — Боцмани і старшини      | Dočasnici — Боцмани і старшини      | Dočasnici — Боцмани і старшини      | Dočasnici — Боцмани і старшини      | Dočasnici — Боцмани і старшини      | Dočasnici — Боцмани і старшини      | Dočasnici — Боцмани і старшини      | Dočasnici — Боцмани і старшини      | Dočasnici — Боцмани і старшини      | Dočasnici — Боцмани і старшини      | Dočasnici — Боцмани і старшини      | Dočasnici — Боцмани і старшини      | Dočasnici — Боцмани і старшини      | Dočasnici — Боцмани і старшини      | Dočasnici — Боцмани і старшини      | Dočasnici — Боцмани і старшини      | Dočasnici — Боцмани і старшини      | Dočasnici — Боцмани і старшини      |
| Viši dočasnici — Боцмани            | Viši dočasnici — Боцмани            | Viši dočasnici — Боцмани            | Viši dočasnici — Боцмани            | Viši dočasnici — Боцмани            | Viši dočasnici — Боцмани            | Viši dočasnici — Боцмани            | Viši dočasnici — Боцмани            | Viši dočasnici — Боцмани            | Viši dočasnici — Боцмани            | Viši dočasnici — Боцмани            | Viši dočasnici — Боцмани            | Viši dočasnici — Боцмани            | Viši dočasnici — Боцмани            | Viši dočasnici — Боцмани            | Niži dočasnici — Старшини           | Niži dočasnici — Старшини           | Niži dočasnici — Старшини           | Niži dočasnici — Старшини           | Niži dočasnici — Старшини           | Niži dočasnici — Старшини           | Niži dočasnici — Старшини           | Niži dočasnici — Старшини           | Niži dočasnici — Старшини           | Niži dočasnici — Старшини           | Niži dočasnici — Старшини           | Niži dočasnici — Старшини           | Niži dočasnici — Старшини           | Niži dočasnici — Старшини           | Niži dočasnici — Старшини           |
| časnički namjesnik                  | časnički namjesnik                  | časnički namjesnik                  | časnički namjesnik                  | časnički namjesnik                  | stožerni narednik                   | stožerni narednik                   | stožerni narednik                   | stožerni narednik                   | stožerni narednik                   | nadnarednik                         | nadnarednik                         | nadnarednik                         | nadnarednik                         | nadnarednik                         | narednik                            | narednik                            | narednik                            | narednik                            | narednik                            | desetnik                            | desetnik                            | desetnik                            | desetnik                            | desetnik                            | skupnik                             | skupnik                             | skupnik                             | skupnik                             | skupnik                             |
| Головний боцман                     | Головний боцман                     | Головний боцман                     | Головний боцман                     | Головний боцман                     | Боцман                              | Боцман                              | Боцман                              | Боцман                              | Боцман                              | Головний старшина                   | Головний старшина                   | Головний старшина                   | Головний старшина                   | Головний старшина                   | Старшина першої статті              | Старшина першої статті              | Старшина першої статті              | Старшина першої статті              | Старшина першої статті              | Старшина другої статті              | Старшина другої статті              | Старшина другої статті              | Старшина другої статті              | Старшина другої статті              | Старшина третьої статті             | Старшина третьої статті             | Старшина третьої статті             | Старшина третьої статті             | Старшина третьої статті             |
| Mornari i kadeti — Матроси і кадети | Mornari i kadeti — Матроси і кадети | Mornari i kadeti — Матроси і кадети | Mornari i kadeti — Матроси і кадети | Mornari i kadeti — Матроси і кадети | Mornari i kadeti — Матроси і кадети | Mornari i kadeti — Матроси і кадети | Mornari i kadeti — Матроси і кадети | Mornari i kadeti — Матроси і кадети | Mornari i kadeti — Матроси і кадети | Mornari i kadeti — Матроси і кадети | Mornari i kadeti — Матроси і кадети | Mornari i kadeti — Матроси і кадети | Mornari i kadeti — Матроси і кадети | Mornari i kadeti — Матроси і кадети | Mornari i kadeti — Матроси і кадети | Mornari i kadeti — Матроси і кадети | Mornari i kadeti — Матроси і кадети | Mornari i kadeti — Матроси і кадети | Mornari i kadeti — Матроси і кадети | Mornari i kadeti — Матроси і кадети | Mornari i kadeti — Матроси і кадети | Mornari i kadeti — Матроси і кадети | Mornari i kadeti — Матроси і кадети | Mornari i kadeti — Матроси і кадети | Mornari i kadeti — Матроси і кадети | Mornari i kadeti — Матроси і кадети | Mornari i kadeti — Матроси і кадети | Mornari i kadeti — Матроси і кадети | Mornari i kadeti — Матроси і кадети |
| razvodnik                           | razvodnik                           | razvodnik                           | razvodnik                           | razvodnik                           | razvodnik                           | razvodnik                           | razvodnik                           | razvodnik                           | razvodnik                           | razvodnik                           | razvodnik                           | razvodnik                           | razvodnik                           | razvodnik                           | pozornik                            | pozornik                            | pozornik                            | pozornik                            | pozornik                            | pozornik                            | pozornik                            | pozornik                            | pozornik                            | pozornik                            | pozornik                            | pozornik                            | pozornik                            | pozornik                            | pozornik                            |
| Старший матрос                      | Старший матрос                      | Старший матрос                      | Старший матрос                      | Старший матрос                      | Старший матрос                      | Старший матрос                      | Старший матрос                      | Старший матрос                      | Старший матрос                      | Старший матрос                      | Старший матрос                      | Старший матрос                      | Старший матрос                      | Старший матрос                      | Матрос                              | Матрос                              | Матрос                              | Матрос                              | Матрос                              | Матрос                              | Матрос                              | Матрос                              | Матрос                              | Матрос                              | Матрос                              | Матрос                              | Матрос                              | Матрос                              | Матрос                              |
| ----------------------------------- | ----------------------------------- | ----------------------------------- | ----------------------------------- | ----------------------------------- | ----------------------------------- | ----------------------------------- | ----------------------------------- | ----------------------------------- | ----------------------------------- | ----------------------------------- | ----------------------------------- | ----------------------------------- | ----------------------------------- | ----------------------------------- | ----------------------------------- | ----------------------------------- | ----------------------------------- | ----------------------------------- | ----------------------------------- | ----------------------------------- | ----------------------------------- | ----------------------------------- | ----------------------------------- | ----------------------------------- | ----------------------------------- | ----------------------------------- | ----------------------------------- | ----------------------------------- | ----------------------------------- |

## Походження звань
- Časnik — від слова čast (честь, шана), тобто «той, кто заслуговує на шану».
- Dočasnik — префікс do (до, перед, нижче) та čast (честь, шана).
- Pozornik — від слова pozor (увага) — той, хто відгукується на команду «увага!».
- Razvodnik — від слова razvoditi (очолювати, роздавати).
- Skupnik — від слова skup (група), тобто «командир групи».
- Desetnik — від слова deset (десять), тобто «десятник».
- Narednik — від слова naredba (наказ), тобто «той, хто наказує».
- Nadnarednik — префікс nad (над, вище) та naredba (наказ).
- Stožerni narednik — від слова stožer (штаб) та naredba (наказ), тобто той, хто віддає накази та служить у штабі.
- Časnički namjesnik — від слова časnik (офіцер, походження див. вище) та namjesnik (намісник), тобто той, хто очолює за дорученням офіцерів.
- Poručnik — від слова poruka (повідомлення, вість), той, хто передає повідомлення, вістовий.
- Natporučnik — той, хто вищий за поручника.
- Satnik — від слова sat (сто), сотник.
- Bojnik — від слова boj (бій, битва), той, хто керує битвою.
- Pukovnik — від слова pukovnija (полк — слово того ж походження, що й англо-німецьке folk).
- Kapetan bojnog broda — капітан військового судна (дослівно «капітан бойового корабля»).